# 覆钵式塔

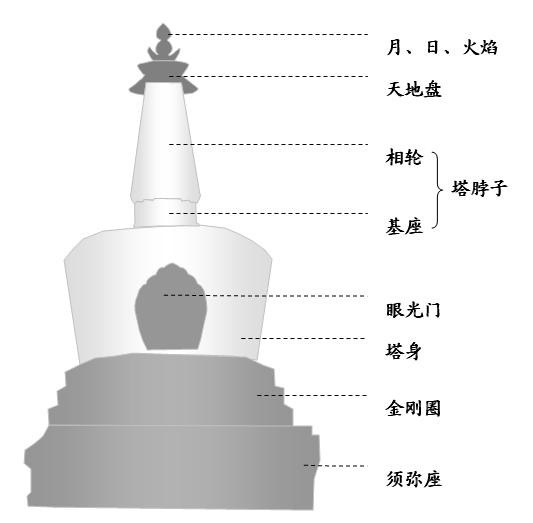
覆钵式塔各部分标注，以永安寺白塔为例

覆钵式塔，又称喇嘛塔、佛舍利塔，是藏传佛教常见的佛塔，藏地称呼为“曲登”（藏語：མཆོད་རྟེན་，威利转写：mchod-rten）；主要流传于南亚的印度、尼泊尔，中国的西藏、青海、甘肃、内蒙古等地区，直接来源于印度的窣堵坡。

## 介紹
覆钵式塔的造型与印度的窣堵坡基本相同。覆钵式塔的造型在北魏时期的云冈石窟中就又出现，早期流入西藏，再从西藏流传至其他地区。随着卒塔婆在中国逐步演化为中国的宝塔，印度的卒塔婆也在不断演化，并在元代随着藏传佛教的兴盛，再一次传入中土，并开始大量在汉民族地区出现。
覆钵式塔是一重实心的建筑，供崇拜之用。被用作舍利塔，还可做僧人的墓塔。其形体大小不一，中国现存最大的覆钵式塔是建于元代的北京妙应寺（白塔寺）白塔。除此以外还有北海公园的永安寺白塔。而香泥小塔也都是喇嘛塔的式样。

## 結構
覆钵式塔的基本结构相同，有八种不同的风格。塔的每层结构都表达着一种宗教意义。覆钵式塔基本都是由四部分组成，从下向上分别是：
- 基座：有圆形、方形、八角形、多角形，其中圆形很少见，山西代县圆果寺里的覆钵式塔即是圆形几座。最多见的为方形，采用须弥座式建造，即通常是方形或亞字形折线式束腰。在基座半腰部位雕有伏莲或仰莲，有的还有狮子。多角形的基座是方形的折角，每个转交折五个尖角。基座上多有台阶，称为“金刚圈”，用以承托塔身。

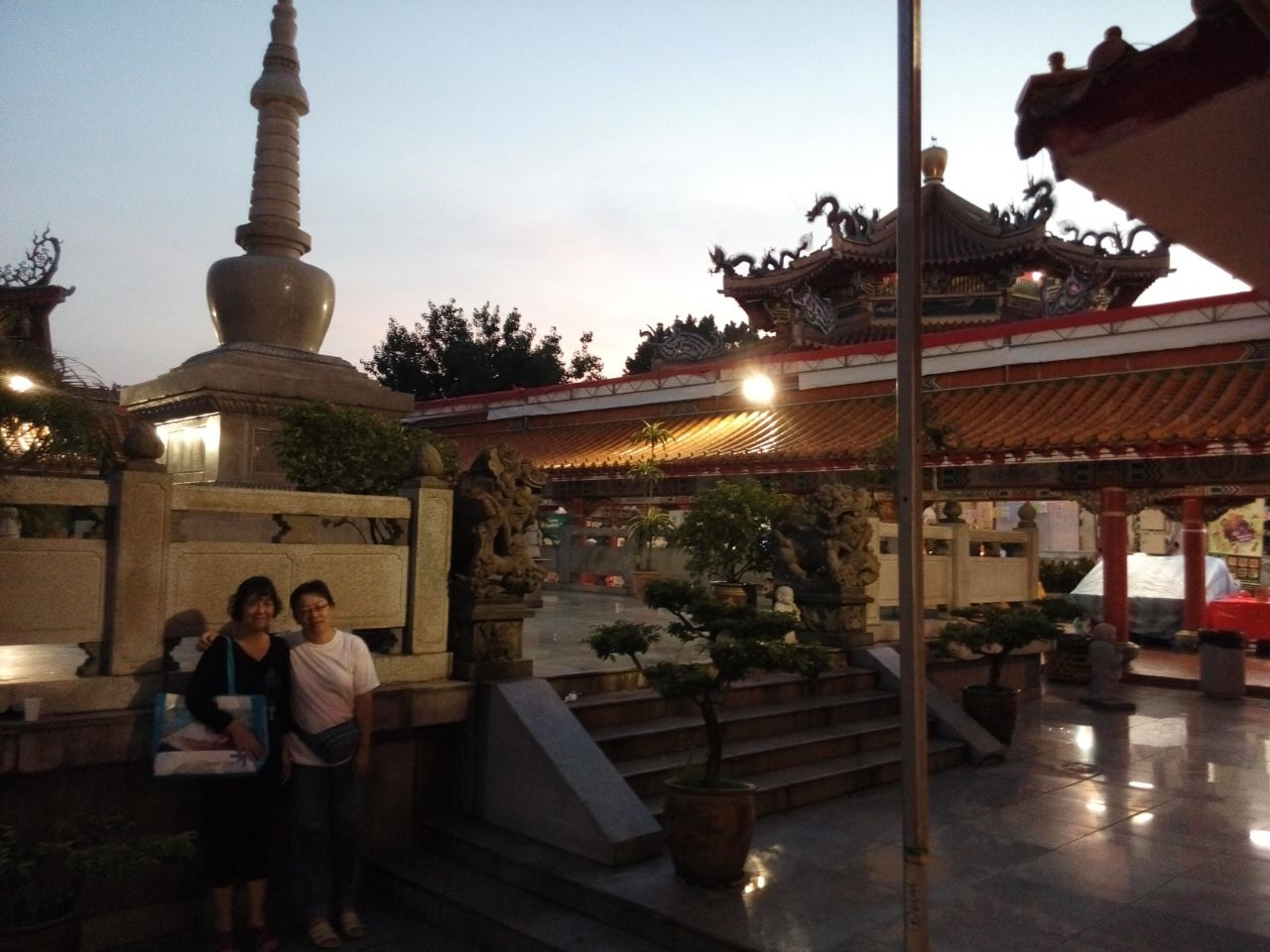
新加坡覆钵式塔

藏式喇嘛塔的基座很宽大，有的开辟为房间，用于存放物品或居住喇嘛。
- 塔身：也成为塔肚子、覆钵、覆钵丘，形如倒扣的钵，因此得名。有的塔在塔身上开有佛龛，称为眼光门。塔身多是圆肚，也有做出棱角，内蒙古无神奇乌审召塔就是八角形的，这种样式多见于尼泊尔。
- 塔脖子：又称为相轮，因叠成圆锥形的相轮最多有十三层，所以也叫“十三天”。塔脖子有的短粗，有的细长，一般都砌出奇数（七、九、十一、十三）条线条，也有的做成象征性的光面。
- 塔刹：由伞盖和宝刹组成。伞盖位于十三天的上部，通常包括华盖和流苏，也有采用天地盖的造型。宝刹的形制有三个系统：日月刹、金属高刹、宝珠刹。

塔脖子和塔刹象征着佛的头部，巨大的塔身蕴含着深厚的佛教内涵。

## 覆钵式塔列表

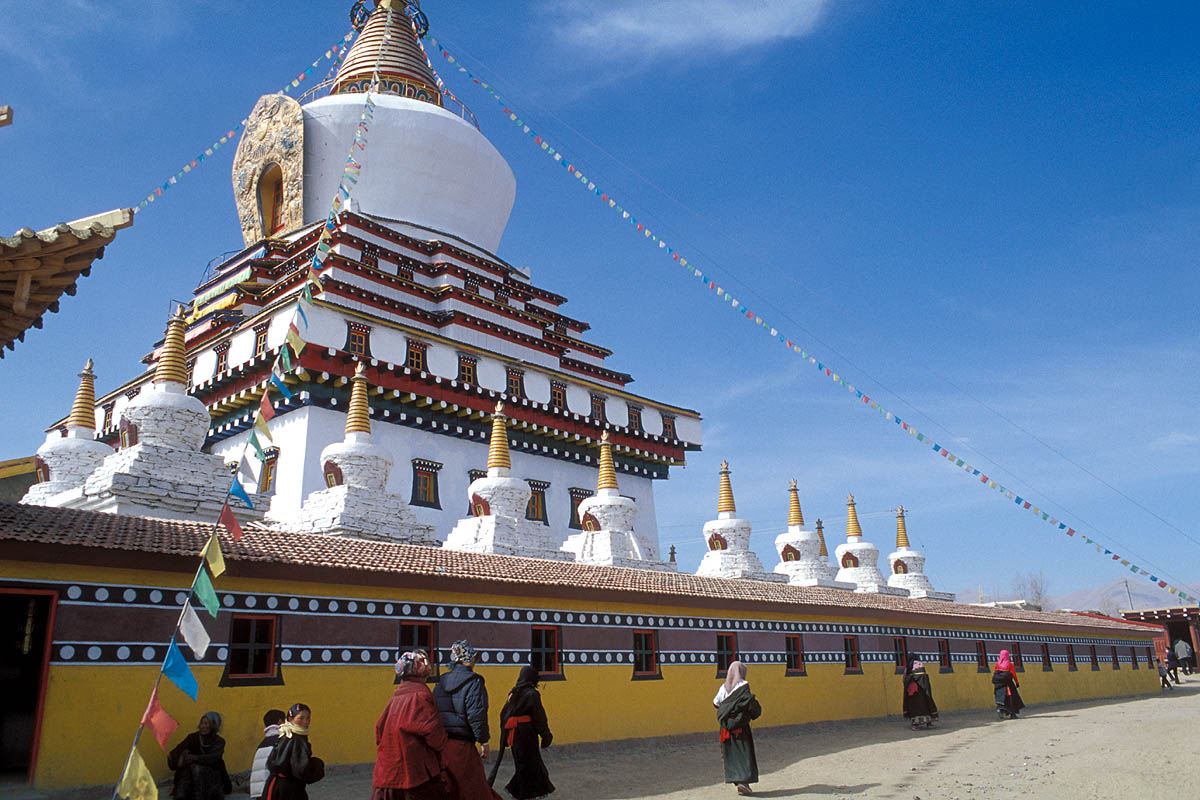
四川阿坝市格尔登寺的白塔
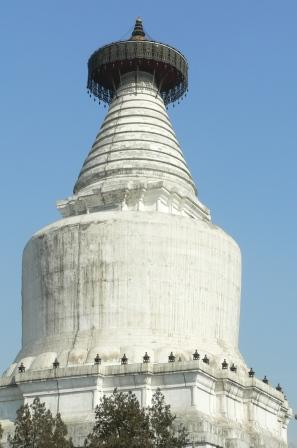
北京妙应寺白塔
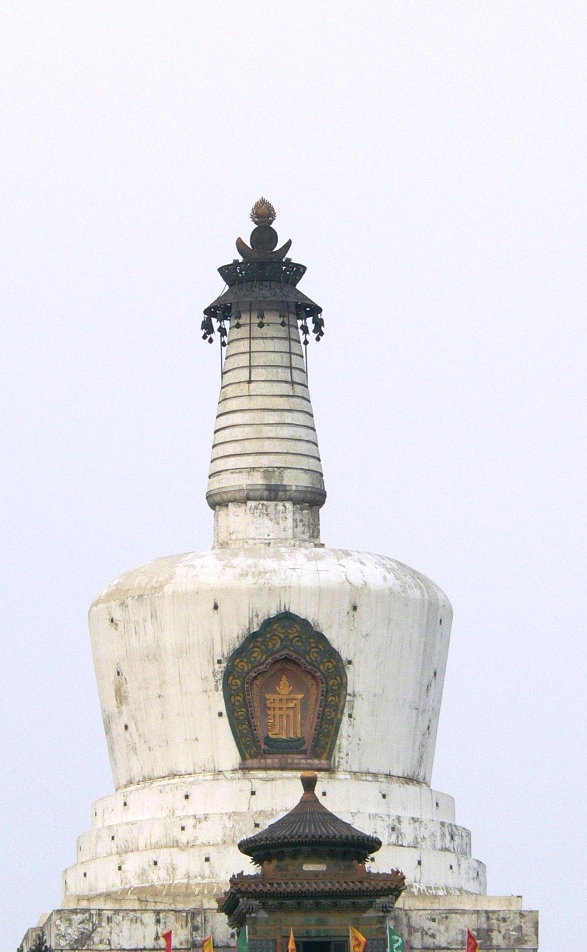
北京北海永安寺白塔
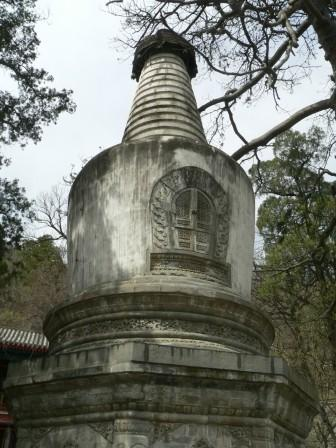
北京大觉寺迦陵舍利塔
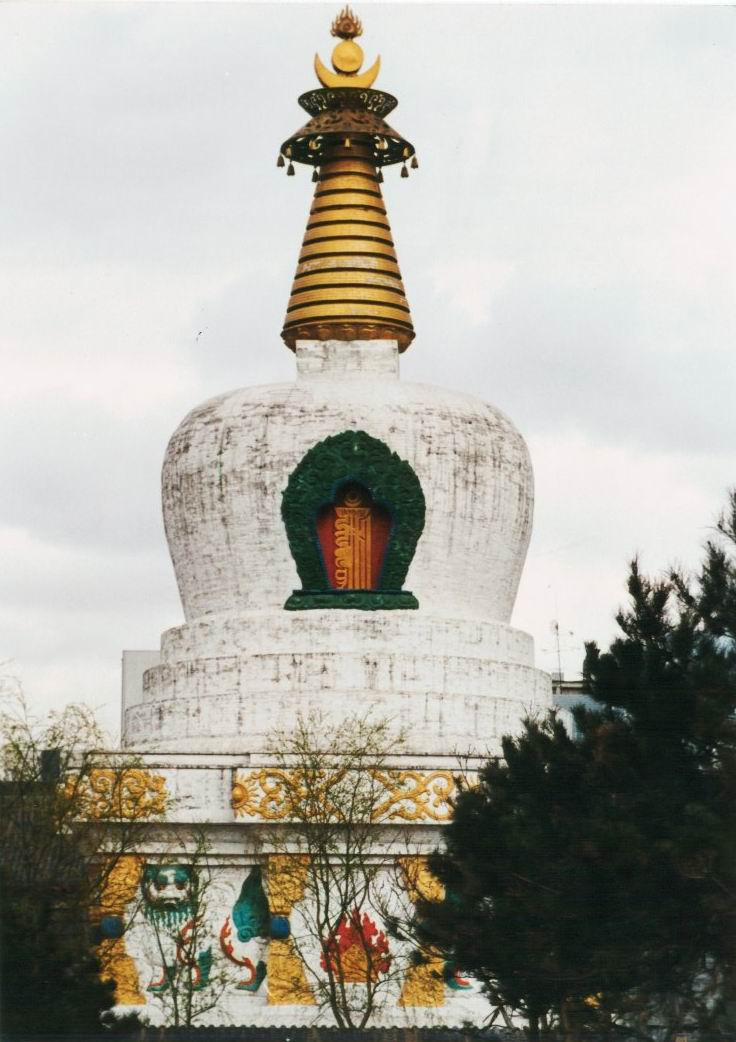
沈阳护国法轮寺塔
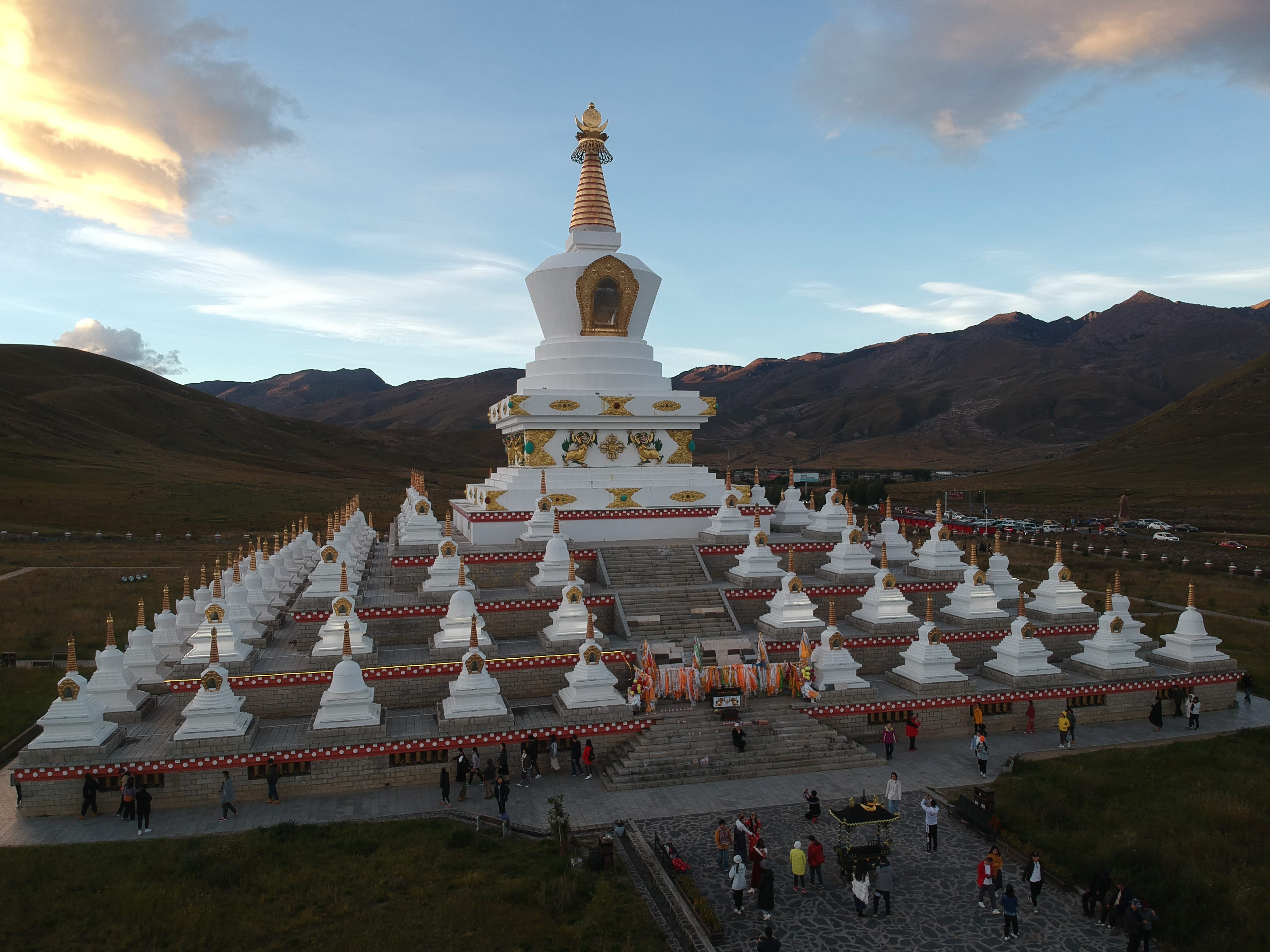
甘孜县内的白塔公园

- 北京 妙峰山石塔
- 北京 白塔庵塔
- 五台山 显通寺白塔（塔院寺白塔）
- 五台山 圆照寺喇嘛塔
- 呼和浩特 席力图召喇嘛
- 辽宁 护国延寿寺
- 河南 林州惠明寺
- 西藏 桑耶寺塔
- 湖北 胜像宝塔